# Nongo (Guinée)
Pour les articles homonymes, voir Nongo.
Nongo est l'un des dix-neuf quartiers de Ratoma, commune de Conakry en Guinée.
Le quartier abrite notamment le stade Général Lansana Conté, le plus grand stade du pays, et l'université Nongo Conakry. On y trouve également le cimetière où furent enterrées de nombreuses victimes du régime de Sékou Touré.

## Galerie

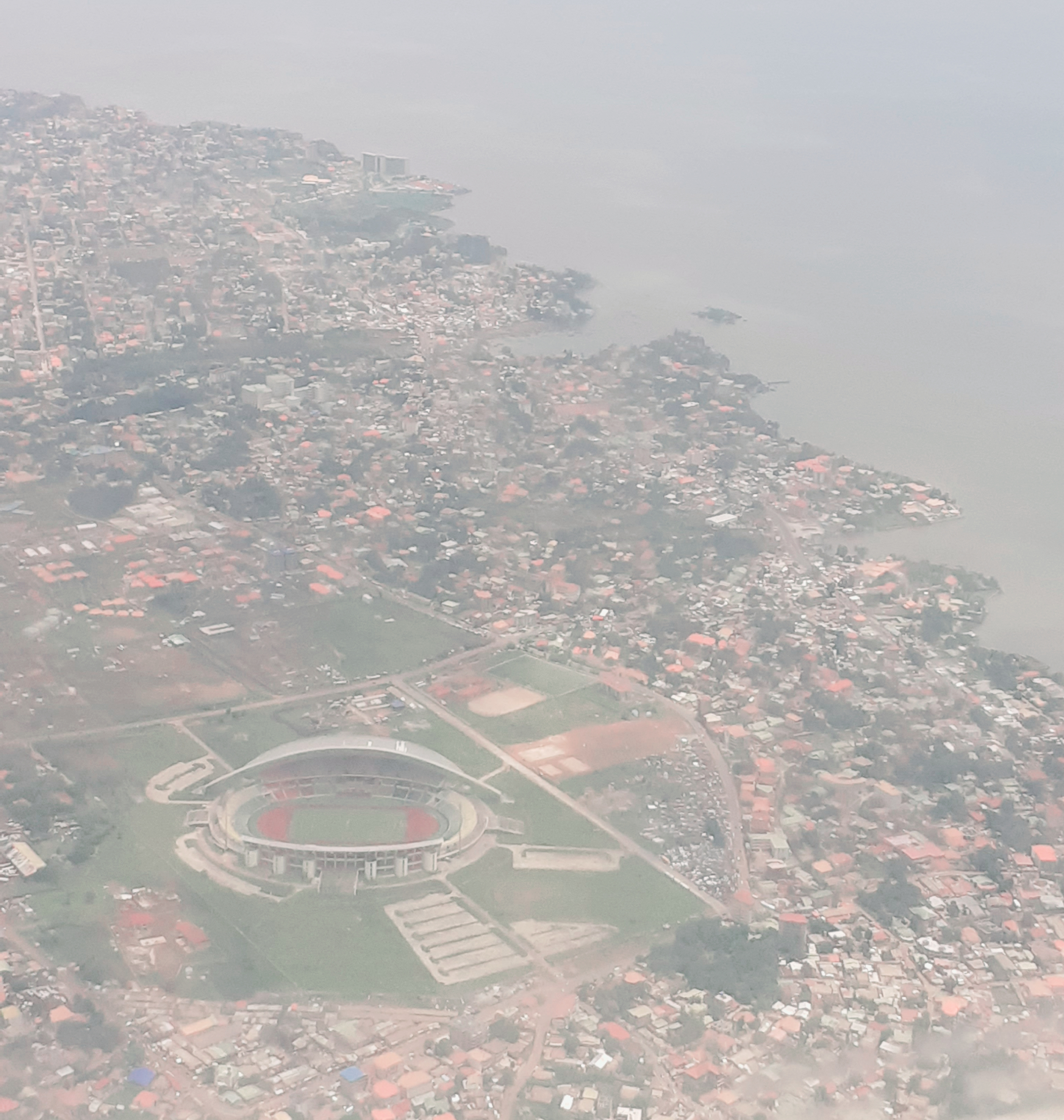
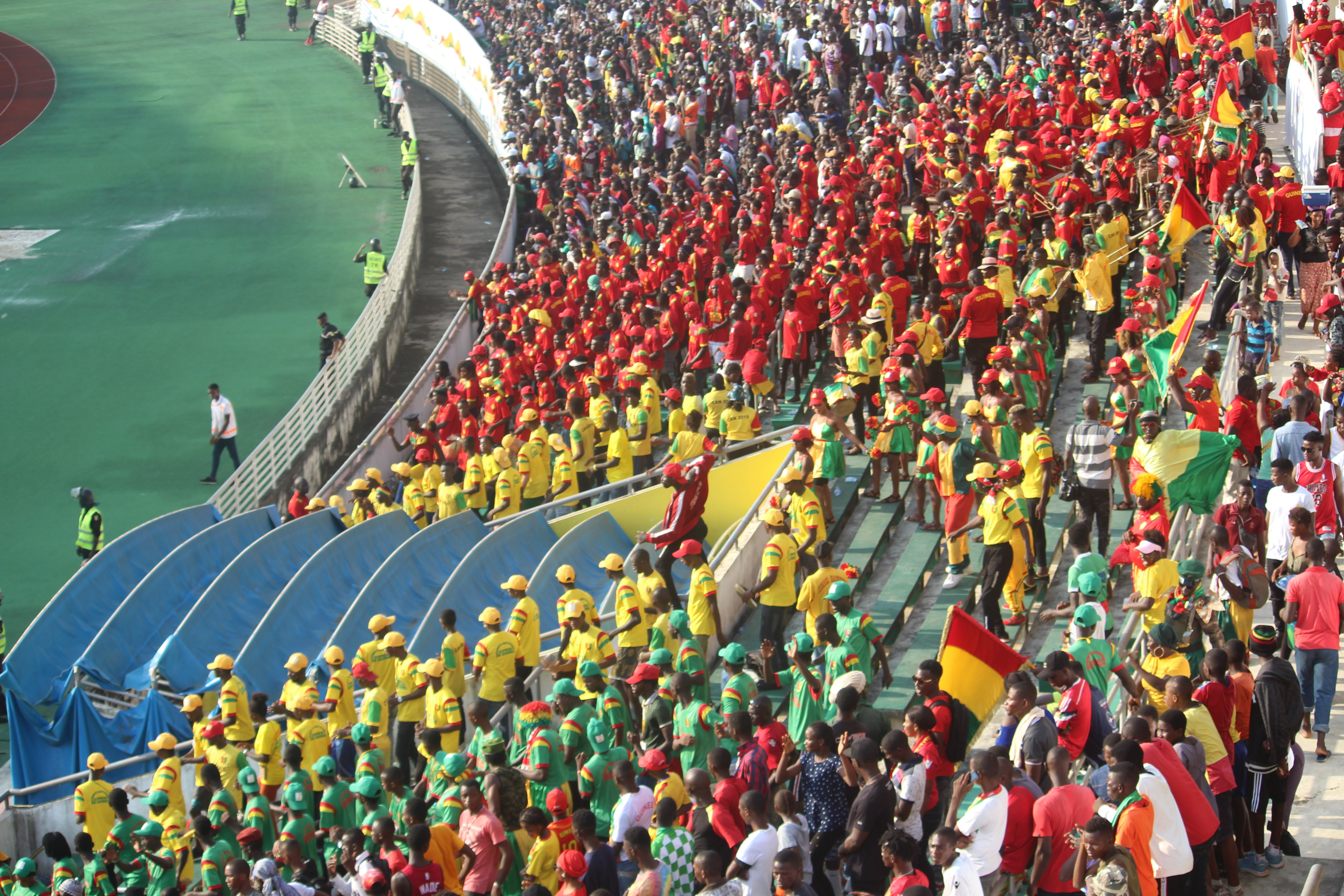